# Kate Gallego
Kate Gallego (nascuda com a Kate Widland; Albuquerque, 21 d'octubre de 1981) és una política estatunidenca, que ostenta el càrrec d'alcaldessa de Phoenix (Arizona) des del 2019. Militant del Partit Demòcrata, anteriorment va formar part del Consell Municipal de Phoenix del 2014 al 2018.
Gallego va créixer a Albuquerque (Nou Mèxic). Els seus pares són advocats que es van traslladar a Albuquerque des de Chicago després del torb de Chicago de 1979. Va créixer amb asma, cosa que va fer que la qualitat de l'aire fos important per a ella. Gallego va estudiar a l'Albuquerque Academy, on va exercir de vicepresidenta del consell estudiantil. Es va llicenciar en estudis ambientals pel Harvard College i va obtenir un màster en administració d'empreses per la Wharton School de la Universitat de Pennsilvània.
Gallego va treballar per al Partit Demòcrata d'Arizona, l'Oficina de Turisme d'Arizona, així com en el desenvolupament econòmic i la planificació estratègica del Salt River Project. El 5 de novembre de 2013 Gallego va ser elegida per al Consell Municipal de Phoenix per al 8è districte, i va ser reelegida el 2017. Quan l'alcalde Greg Stanton es va presentar com a candidat a la Cambra de Representants dels Estats Units a les eleccions del 2018, Gallego va anunciar que es presentaria a unes eleccions especials per succeir-lo. Va renunciar al Consell Municipal a partir del 7 d'agost de 2018. A la primera volta de les eleccions a l'alcaldia, Gallego va rebre un 45% dels vots i el seu contrincant, Daniel Valenzuela, un 26 %. Ella i Valenzuela es van presentar a la segona volta el 12 de març, que va guanyar Gallego. Gallego és la tercera dona que ocupa el càrrec des de la fundació de Phoenix. També és l'alcaldessa més jove d'una de les deu ciutats més grans dels Estats Units.
Gallego és jueva. Va rebre el Bat mitsvà a Albuquerque. Mentre estudiava a Harvard, Kate va conèixer Ruben Gallego en una subhasta benèfica després dels atemptats de l'11 de setembre de 2001. Es van mudar a Phoenix el 2004, i es van casar el 2010. La parella va anunciar el seu divorci el 2016, abans del naixement del seu fill.